# Syllitus dubius
Syllitus dubius là một loài bọ cánh cứng trong họ Cerambycidae.